# Bibi den Beer Poortugael

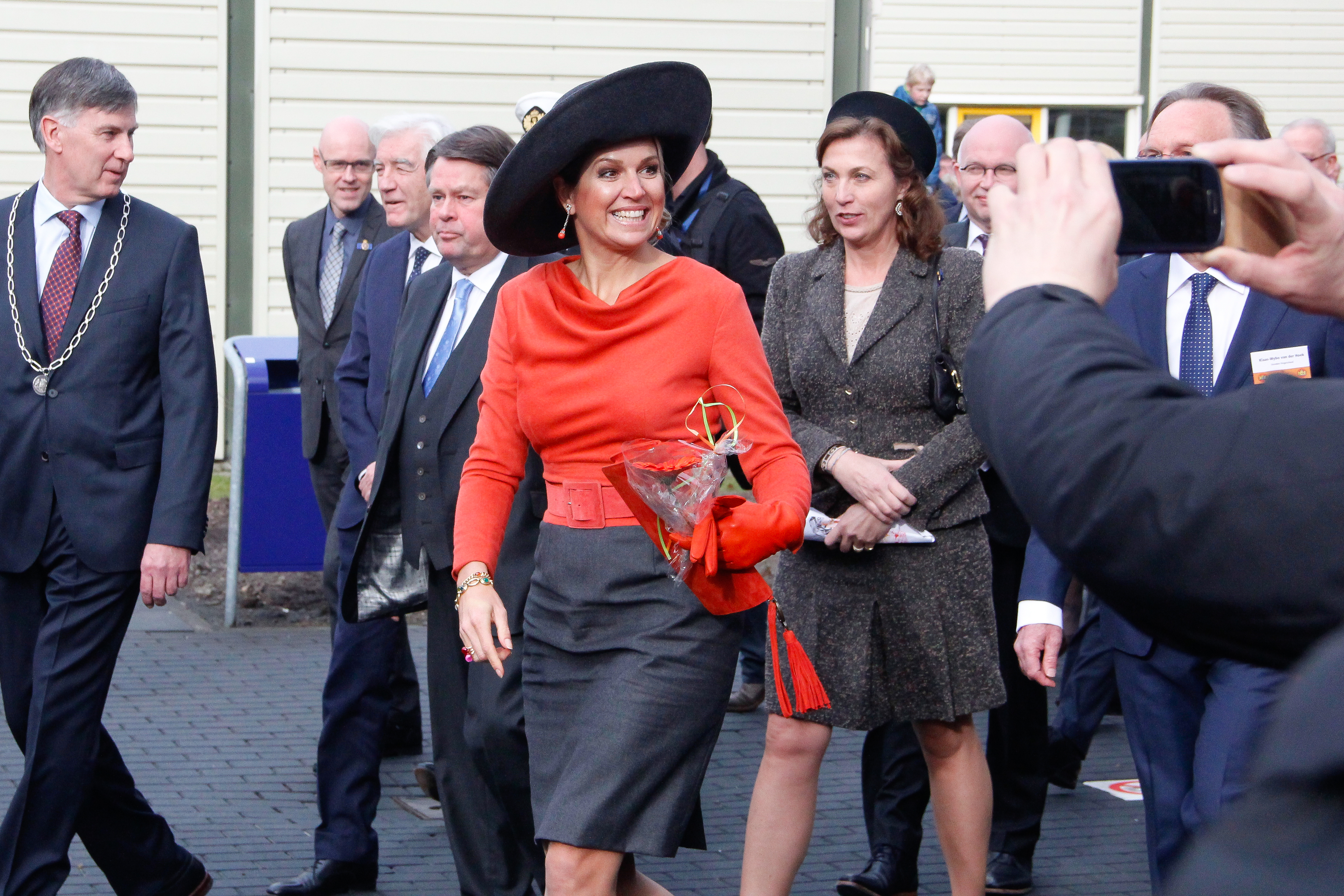
Koningin Máxima met daarachter de grootmeesteres (februari 2015)

Maria Louisa Alexandra (Bibi) gravin van Zuylen van Nijevelt-den Beer Poortugael (Beddington (Cheshire), 17 september 1964) is sinds 1 september 2014 de grootmeesteres van de Koning der Nederlanden.

## Biografie
Bibi van Zuylen werd geboren als lid van de familie Den Beer Poortugael en dochter van jhr. Johan Leopold den Beer Poortugael en Maria Teresa Petrelli. Ze groeide op in Wassenaar en studeerde sociologie van niet-westerse samenlevingen in Leiden. Hierna was ze zeven jaar werkzaam als financieel analist bij de banken Kempen & Co en ING.
Vanaf 1 januari 2011 bekleedde ze tot de troonswisseling op 30 april 2013 de functie van hofdame van koningin Beatrix. Sedert de troonswisseling vervulde zij deze functie als hofdame van koning Willem-Alexander en koningin Máxima. Als grootmeesteres volgde zij per 1 september 2014 Martine Labouchere op die deze functie dertig jaar vervulde.
Zij heeft of had verschillende nevenfuncties; zij is onder meer lid van de adviescommissie ten behoeve van Museum Beelden aan Zee in Scheveningen en lid van de commissie van aanbeveling voor Go4Children, een stichting ter bevordering van onderzoek en ontwikkeling van medicijnen voor jeugdige kankerpatiënten.

## Persoonlijk
Van Zuylen is sinds 1992 getrouwd met Philip graaf van Zuylen van Nijevelt (1962), hoofd van de familie Van Zuylen van Nijevelt en mededirecteur van Duinrell te Wassenaar.

## Onderscheidingen
- Grootkruis (1ste Klasse) in de Orde van het Kruis van Terra Mariana (Estland, 5 juni 2018)[1]